# Prionacalus uniformis
Prionacalus uniformis là một loài bọ cánh cứng thuộc họ Xén tóc.